# Poltava

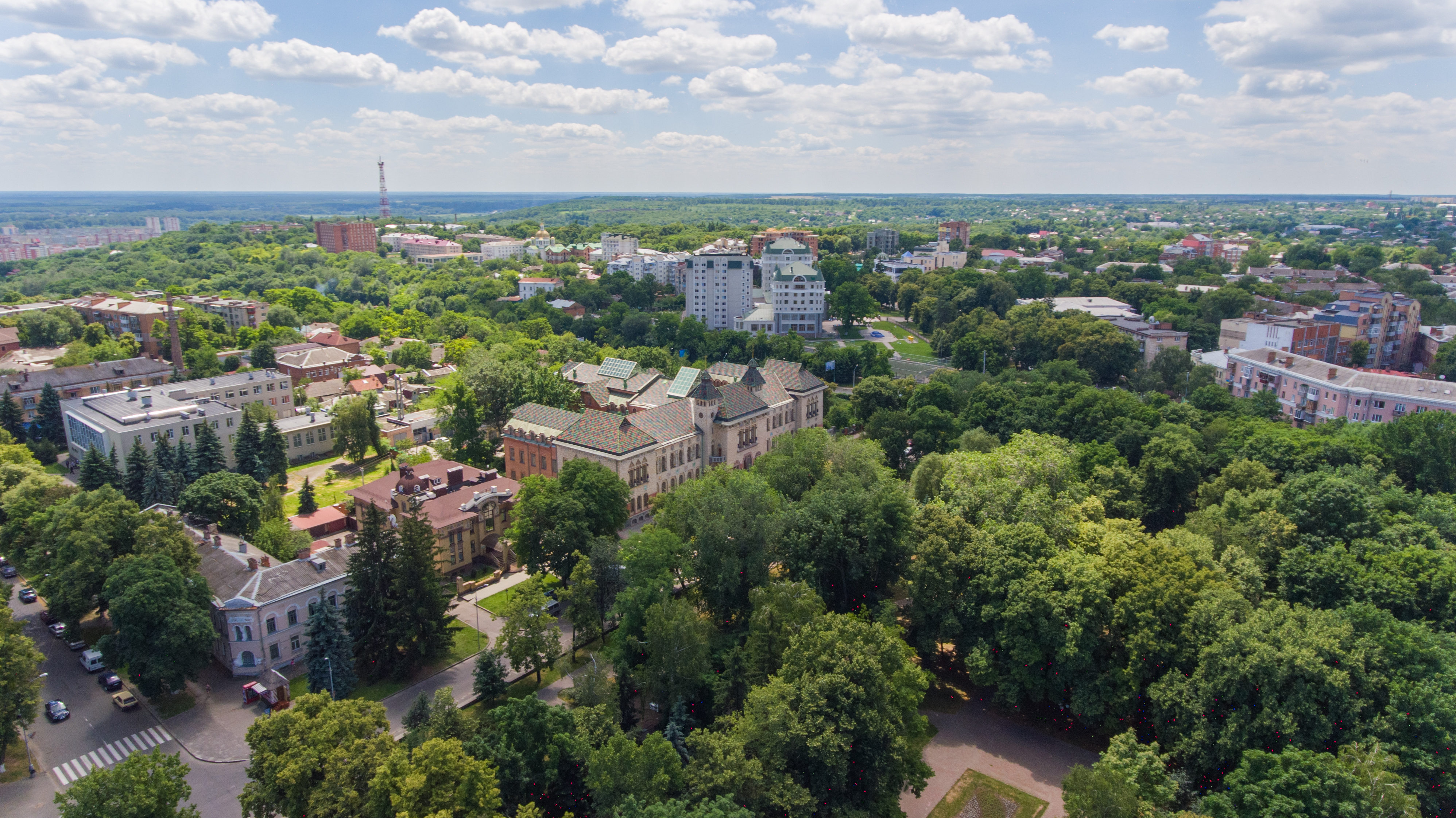
Poltava

Poltava (em ucraniano e russo Полта́ва) é uma cidade da Ucrânia central. Com 296 760 habitantes (2013), é o centro administrativo do óblast de Poltava. 
Em Poltava se sucedeu a mais famosa das batalhas da Grande Guerra do Norte, a Batalha de Poltava.
Nos tempos antigos, os citas viviam aqui. A partir do século XIV, parte da Lituânia, a partir de 1569 uma parte da Polônia, pertencia administrativamente à voivodia de Quieve. Em 1482, foi invadido pelos tártaros da Crimeia. De 1654 uma parte da Rússia, que foi considerada uma trégua de 1667. De 1922, uma parte da União Soviética, de 1941 a 1943, sob ocupação alemã. É parte da Ucrânia independente desde 1991.

## Imagens

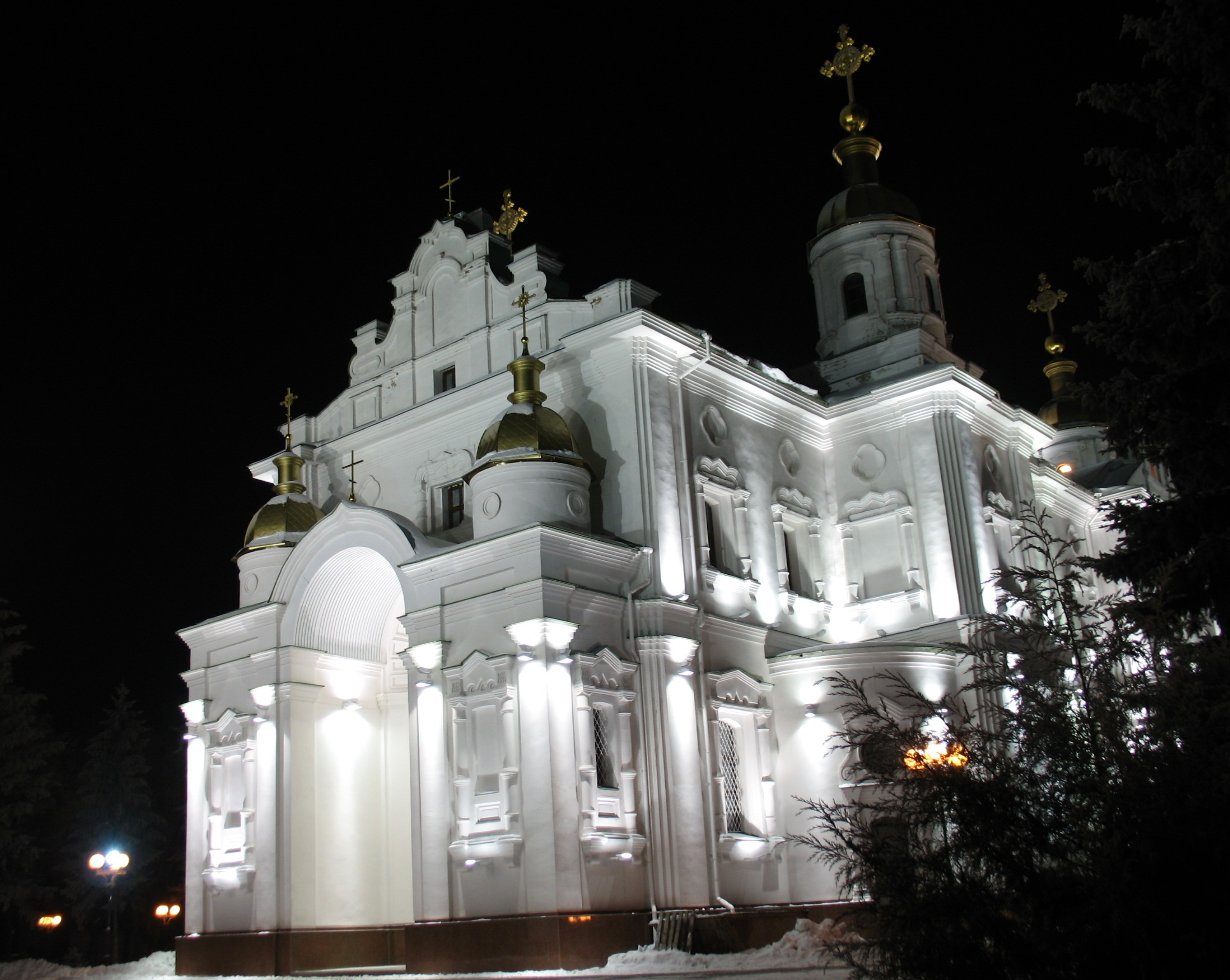
Catedral da Dormição
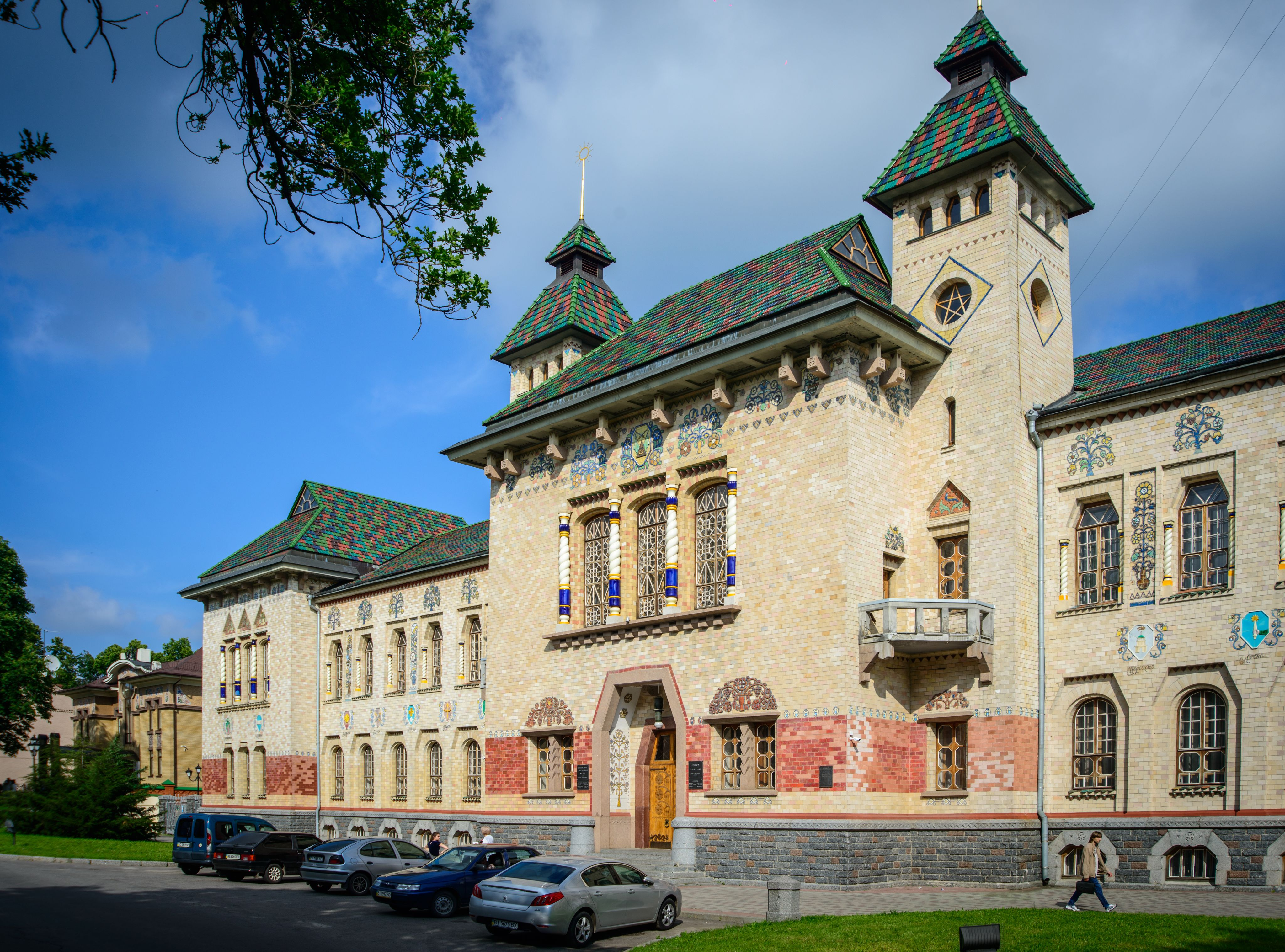
Museu local
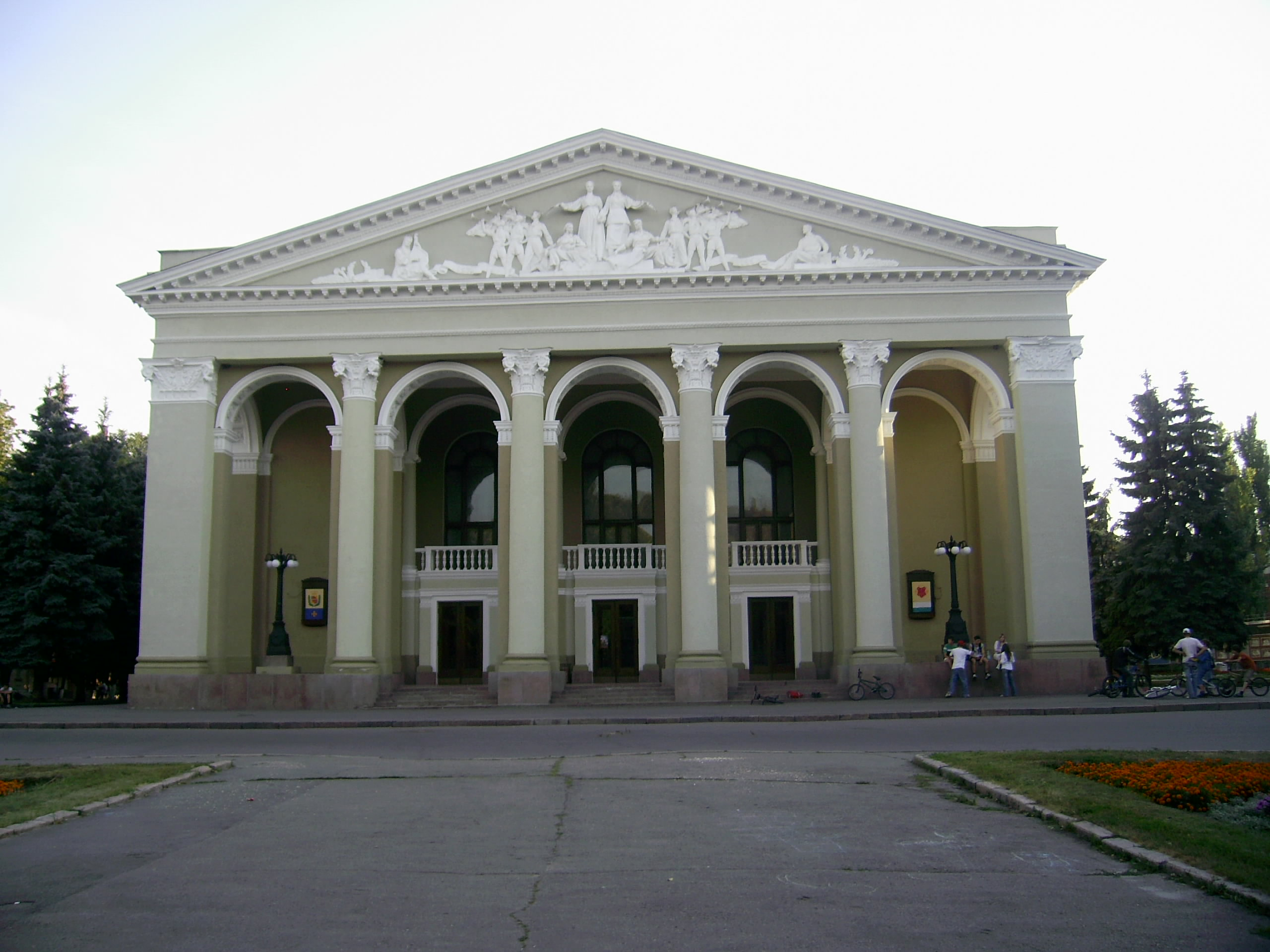
Teatro musical e dramático
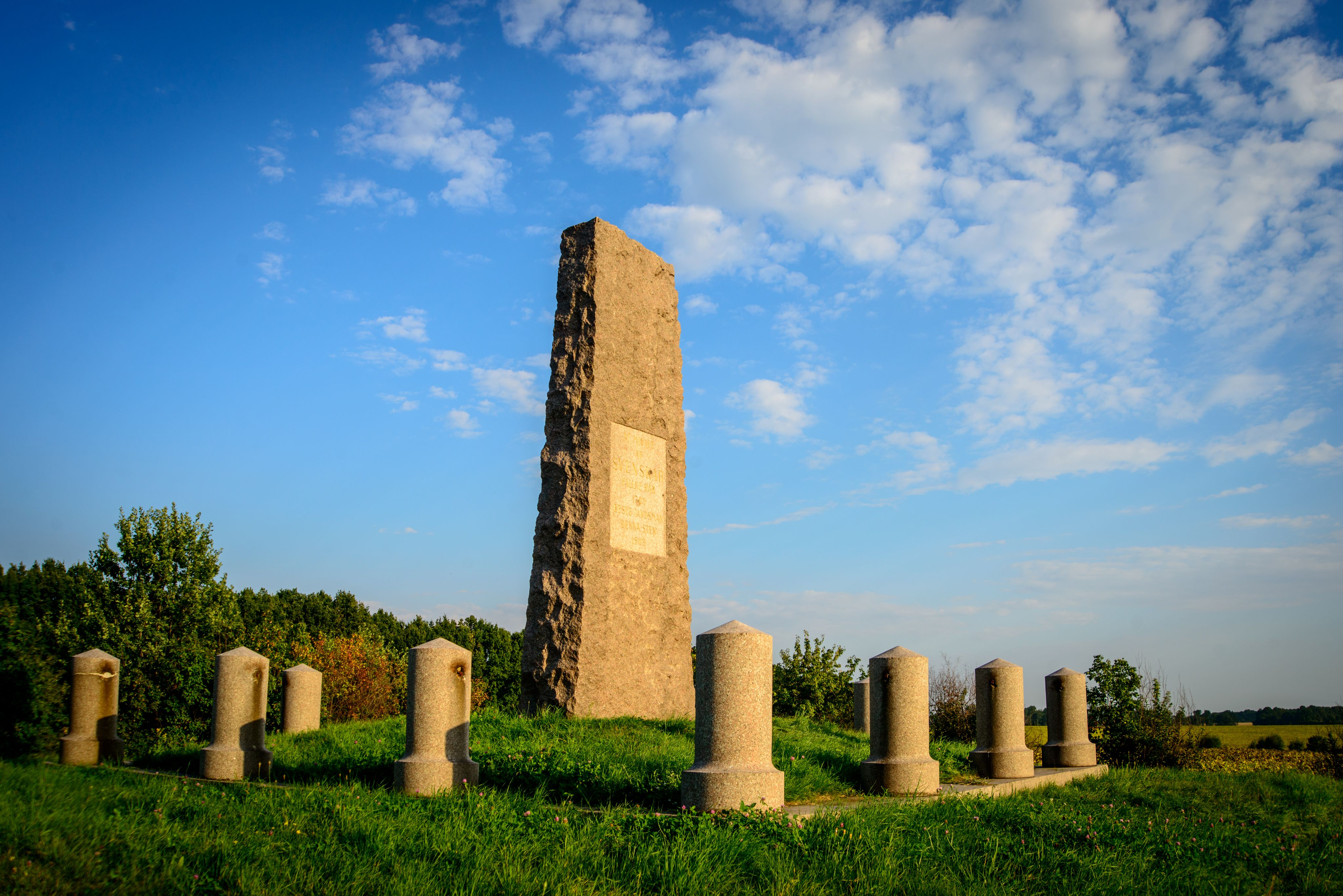
Monumento aos soldados suecos
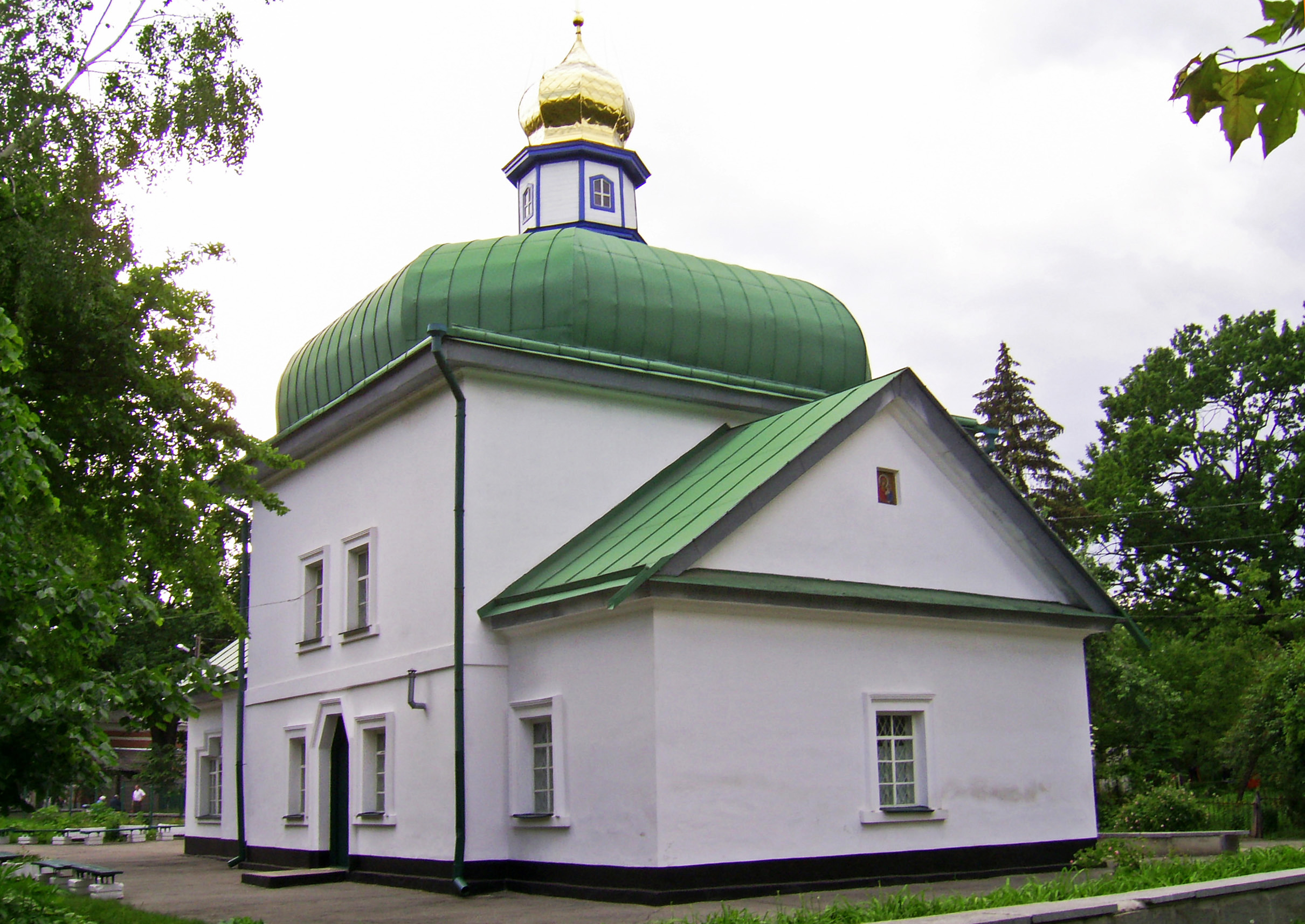
Igreja da Transfiguração
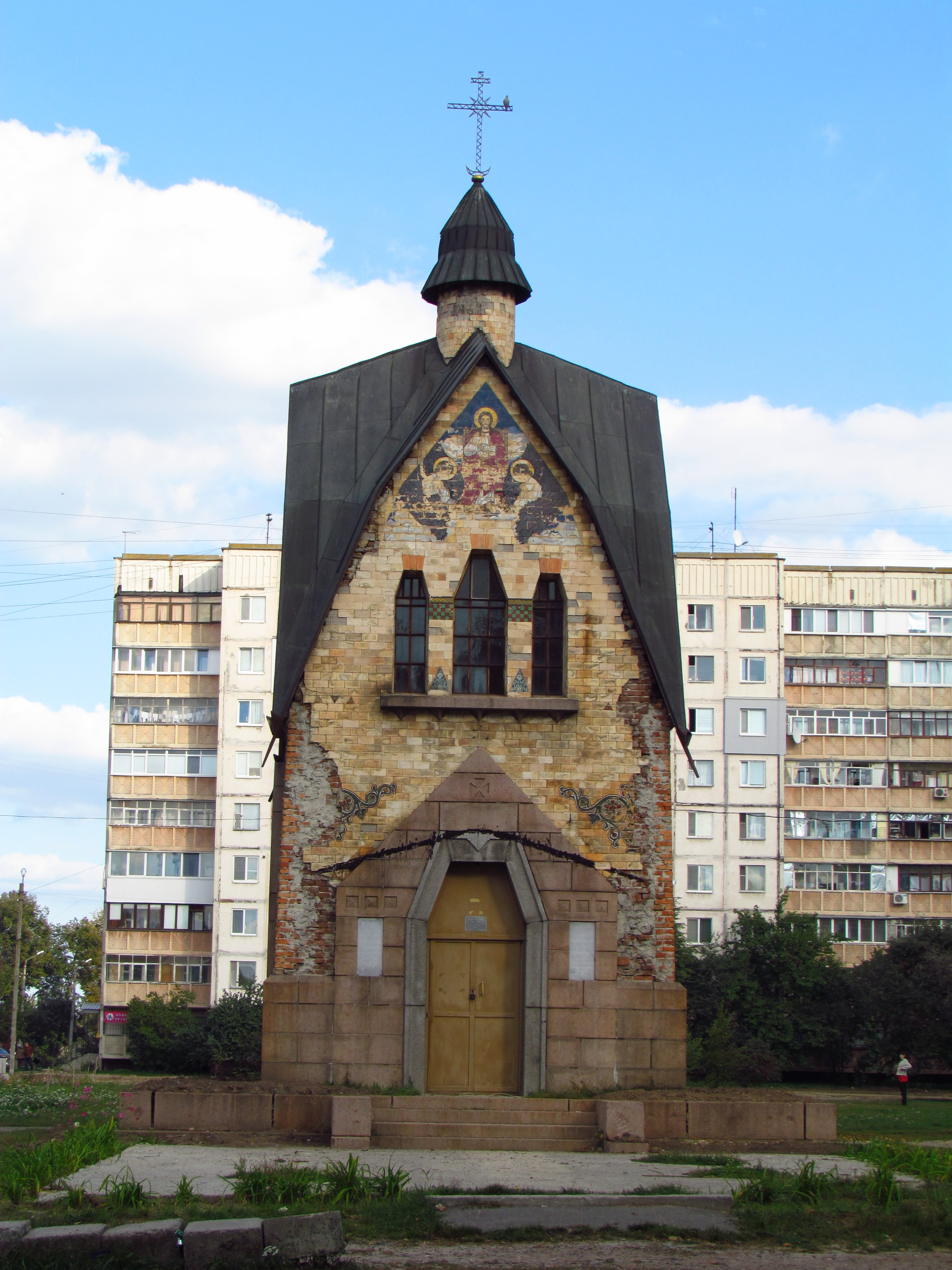
Capela de São Jorge
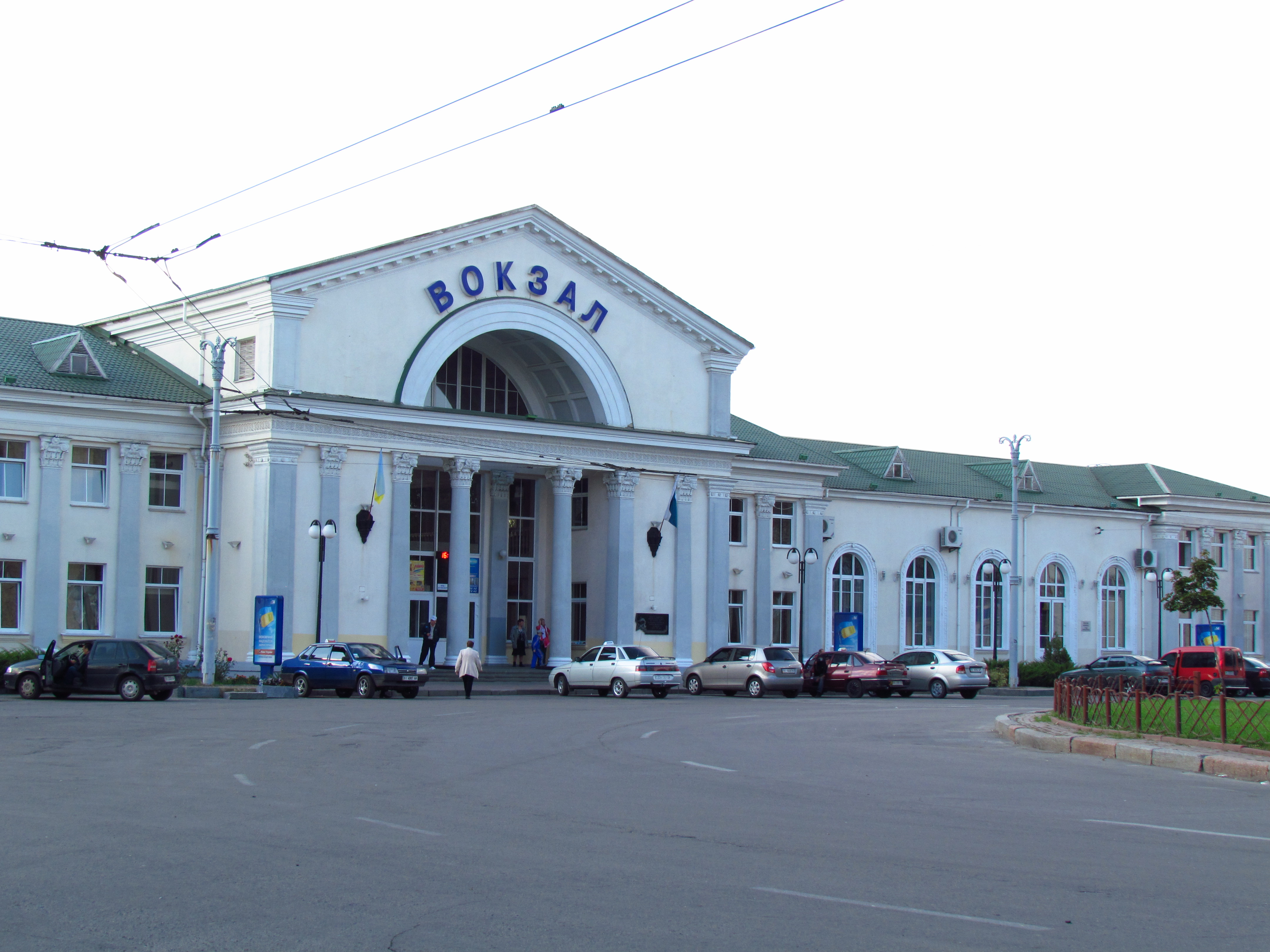
Estação ferroviária